# Xanthophysa psychialis
Xanthophysa psychialis is een vlinder uit de familie van de grasmotten (Crambidae), uit de onderfamilie van de Glaphyriinae. De wetenschappelijke naam van deze soort is voor het eerst gepubliceerd in 1886 door George Duryea Hulst.
Deze soort komt voor in Canada en de Verenigde Staten.